# Menaude
La Menaude est un ruisseau français du département de la Corrèze, affluent rive gauche de la Vimbelle et sous-affluent de la Corrèze. 

## Géographie
Selon le Sandre, la Menaude est un ruisseau dont la partie amont se nomme les Rivières.
Le ruisseau appelé les Rivières prend sa source dans le parc naturel régional de Millevaches en Limousin, au sud de l'étang de Meyrignac, vers 560 mètres d'altitude, sur la commune de Meyrignac-l'Église, en contrebas du Puy de Fourche. Plus en aval, il prend le nom de Menaude.
Celle-ci reçoit en rive droite son principal affluent, le ruisseau des Dagues, passe au nord du village de Bar puis reçoit le ruisseau de Passadour sur sa droite. 
Elle conflue avec la Vimbelle en rive gauche, à moins de 260 mètres d'altitude, sur la commune d'Orliac-de-Bar, face au lieu-dit Vimbelle.
La Menaude est longue de 9,5 km pour un bassin versant de 30 km2, entièrement inclus dans le département de la Corrèze.

### Environnement
La Menaude, affluent de la Vimbelle, fait partie d'une zone naturelle d'intérêt écologique, faunistique et floristique (ZNIEFF), les « Vallées de la Corrèze et de la Vimbelle ».

### Affluents
Parmi les six affluents de la Menaude répertoriés par le Sandre, les deux plus longs se situent en rive droite :
- le ruisseau des Dagues, 8,3 km[3] ;
- le ruisseau du Passadour, 5,2 km[4].

### Département et communes traversés
À l'intérieur du département de la Corrèze, la Menaude arrose quatre communes,, soit d'amont vers l'aval :
- Meyrignac-l'Église (source)
- Corrèze
- Bar
- Orliac-de-Bar (confluent avec la Vimbelle)